# Ferros
Ferros é um município brasileiro no interior do estado de Minas Gerais, Região Sudeste do país. Localiza-se a leste da capital do estado, distando desta cerca de 170 km. Ocupa uma área de 1 088,791 km², sendo que 0,4 km² estão em perímetro urbano, e sua população foi estimada em 9 666 habitantes em 2024.
A sede tem uma temperatura média anual de 21,5 °C e na vegetação original do município predomina a Mata Atlântica. Com 47% da população vivendo na zona urbana, Ferros contava, em 2009, com nove estabelecimentos de saúde. O seu Índice de Desenvolvimento Humano (IDH) é de 0,603, classificado como médio em relação ao estado.
O desbravamento da área ocorreu através de bandeiras que seguiam pela região à procura de metais preciosos entre os séculos XVIII e XIX. Com a exploração das terras, formou-se um povoamento às margens do rio Santo Antônio, cujo crescimento populacional e econômico se deve à agropecuária. Em 1832, foi criado o distrito de Santana dos Ferros, subordinado a Itabira, sendo emancipado em 23 de setembro de 1884 e passando a denominar-se simplesmente Ferros em 1923. A cidade abriga um conjunto de prédios e monumentos que preservam sua arquitetura colonial, sendo ambiente do romance Hilda Furacão (1991), do escritor ferrense Roberto Drummond, que narra o cotidiano dos habitantes entre as décadas de 1950 e 70 e inclusive as mobilizações pró e contra a construção da nova Igreja Matriz de Santa Ana.
A agricultura e a pecuária sempre representaram as principais fontes econômicas tanto da sede municipal quando de seus seis distritos e povoados rurais. O artesanato e a presença de grupos musicais e teatrais configuram-se como algumas das principais manifestações culturais, juntamente com os eventos festivos tais como o Carnaval da cidade (o Ferros Folia), a Cavalgada e as celebrações tradicionais religiosas da Semana Santa, da Festa de Santa Ana e da Festa do Rosário.  O turismo rural também se faz presente em Ferros, com fazendas, trilhas, cachoeiras, corredeiras e montanhas que proporcionam desde banhos e caminhadas até a prática de escaladas, canoagem, rapel e enduro.

## História
A área onde está localizado o atual município de Ferros foi desbravada pela primeira vez através de bandeiras que seguiam pela região à procura de metais preciosos, dentre elas a de Borba Gato. Pedro Fernandes Alves e José Ferreira fixaram-se no local com o objetivo de explorar as terras às margens do rio Santo Antônio, dando origem a um povoamento. No mesmo, onde hoje está situada a sede municipal, havia um depósito onde eram guardadas as ferramentas e artefatos utilizados nas escavações, surgindo então a toponímia Ferros. A primeira denominação recebida pela localidade, Santana de Ferros, é uma referência ao antigo depósito e à Santa Ana, devido à influente devoção do proprietário de terras português Pedro da Silva Chaves.
Pedro da Silva cedeu terrenos para a construção da primeira capela, nas proximidades do crescente povoado, originalmente denominada Matriz de Nossa Senhora do Pilar do Morro do Gaspar Soares. Aos poucos, a agricultura e a pecuária ganham impulso na localidade, abrindo caminho para a criação do distrito de Santana dos Ferros em 14 de julho de 1832, após a elevação à categoria de freguesia, jurisdicionada à Santa Ana. Pela lei provincial nº 3.195, de 23 de setembro de 1884, Santana dos Ferros é elevada à categoria de vila, desmembrando-se de Itabira, e a instalação ocorre a 17 de outubro de 1885, constituindo-se dos distritos de Joanésia (ex-Paraíba do Mato Dentro) e Sete Cachoeiras (também desmembrados de Itabira), além da sede. Pela lei provincial nº 3.272, de 30 de outubro de 1884, é criado o distrito de Cubas e pela lei provincial nº 3.387, de 10 de julho de 1886, a vila é elevada à categoria de cidade.
Foram várias as alterações na configuração administrativa do município entre os séculos XIX e XX. Pelo decreto estadual nº 69, de 12 de maio de 1890, é criado o distrito de São Sebastião dos Ferreiros; pelo decreto estadual nº 102, de 10 de junho de 1890, é criado o distrito de Santo Antônio do Caratinga; pela lei municipal nº 210, de 22 de setembro de 1902, é criado o distrito de Santa Rita do Rio do Peixe; e pela lei estadual nº 556, de 30 de agosto de 1911, é criado o distrito de Itauninha (ex-povoado de Capelinha do Corcunda) e mediante o mesmo decreto é adquirido de Itabira o distrito de Santana do Paraíso. Através da lei estadual nº 843, de 7 de setembro de 1923, Santana dos Ferros passa a denominar-se simplesmente Ferros e os distritos de Santo Antônio do Caratinga e Santana do Paraíso são desmembrados para constituir o município de Mesquita (sede em Santo Antônio do Caratinga, tendo Santana do Paraíso se emancipado décadas depois). Através do mesmo decreto, Esmeraldas passa a denominar-se Cubas, e pelo decreto-lei estadual nº 148, de 17 de dezembro de 1938, São Sebastião dos Ferreiros passa a denominar-se Ferreiros e Joanésia passa a pertencer a Mesquita (transformando-se mais tarde no município de Joanésia).
Pelo decreto-lei estadual nº 1.058, de 31 de dezembro de 1943, Itauninha é desmembrada para constituir o município de Santa Maria de Itabira e Ferreiros passa a denominar-se Borba Gato. Pela lei nº 336, de 27 de dezembro de 1948, é criado o distrito de Santo Antônio da Fortaleza, desmembrado de Sete Cachoeiras, e pela lei estadual nº 2.764, de 30 de dezembro de 1962, é criado o distrito de Esmeraldas de Ferros. Restam desde então seis distritos, além da sede: Borba Gato, Cubas, Esmeraldas de Ferros, Santa Rita do Rio do Peixe, Santo Antônio da Fortaleza e Sete Cachoeiras. Os distritos e povoados rurais se desenvolveram conectados à sede através do comércio de produtos originados da agropecuária, mantendo uma espécie de intercâmbio comercial. Na década de 70, a cidade atraiu os olhos de todo o Brasil e mesmo do mundo com a construção da nova Igreja Matriz de Santa Ana, que, além da arquitetura em estilo moderno e vitrais importados da Alemanha, chamou a atenção devido ao painel "Árvore da vida", pintura da artista plástica Yara Tupynambá, expor as partes íntimas de Adão e Eva nus no altar da igreja, o que gerou polêmica entre as autoridades católicas à época e se configurando desde então como um dos principais atrativos de Ferros.

## Geografia

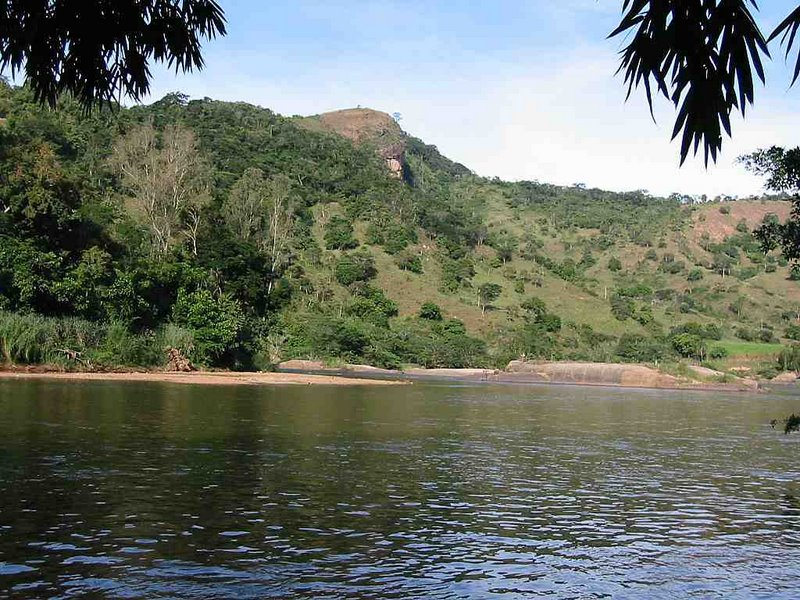
Vista do Pedrão, marco geográfico situado em Ferros.

A área do município, segundo o Instituto Brasileiro de Geografia e Estatística (IBGE), é de 1 088,791 km², sendo que 0,3682 km² constituem a zona urbana e os 1 088,426 km² restantes constituem a zona rural. Situa-se a 19º13'55" de latitude sul e 41°01'24" de longitude oeste e está a uma distância de 174 quilômetros a leste da capital mineira. Seus municípios limítrofes são Dores de Guanhães, a norte; Carmésia, a noroeste; Conceição do Mato Dentro e São Sebastião do Rio Preto, a oeste; Passabém, a sudoeste; Santa Maria de Itabira e Antônio Dias, a sul; Coronel Fabriciano, a sudeste; e Joanésia, a leste e nordeste.
De acordo com a divisão regional vigente desde 2017, instituída pelo IBGE, o município pertence às Regiões Geográficas Intermediária de Belo Horizonte e Imediata de Itabira. Até então, com a vigência das divisões em microrregiões e mesorregiões, fazia parte da microrregião de Itabira, que por sua vez estava incluída na mesorregião Metropolitana de Belo Horizonte.
A cidade possui um arranjo urbano peculiar. Apresenta duas ruas principais, divididas pelo rio Santo Antônio. Segundo o historiador José Maria Quintão, cada margem do rio era uma freguesia: a do Rosário e a de Santana, pertencente esta ao Morro do Pilar e a outra a Itabira. Quintão estabelece duas razões possíveis para a separação: a difícil comunicação, por falta de uma ponte; e a rivalidade política entre os habitantes. Apesar de as casas terem surgido na mesma época, as do lado do Rosário eram em maior número e mais bem acabadas e até suntuosas do que as de Santana. Atualmente, a comunicação entre uma margem e outra do rio é feita principalmente por duas pontes — uma ponte pênsil e uma ponte de concreto.

### Relevo, hidrografia e meio ambiente
O relevo do município de Ferros é predominantemente montanhoso. Em aproximadamente 80% do território ferrense há o predomínio de áreas com mares de morros e terrenos montanhosos, enquanto cerca de 15% é coberto por lugares ondulados e os 5% restantes são áreas planas. A altitude máxima encontra-se nas proximidades da Serra dos Cocais, que chega aos 1 260 metros, enquanto que a altitude mínima está na foz do Córrego do Lava, com 595 metros. Já o ponto central da cidade está a 423,08 m. A vegetação predominante é a Mata Atlântica, cujas reservas remanescentes ocupavam 17 411 hectares em 2011, ou 16,0% da área total municipal. Também há presença do reflorestamento com eucalipto, visando a alimentar as indústrias do Vale do Aço, principalmente a Cenibra.
Ferros faz parte da bacia do rio Doce e o principal manancial que intercede o município é o rio Santo Antônio, porém o território municipal é banhado por vários cursos hídricos de menor porte, sendo alguns deles os córregos do Lava e de Santana e os rios Tanque e do Peixe. Por vezes, na estação das chuvas, os rios que cortam o município, principalmente o Santo Antônio, sofrem com a elevação de seus níveis, provocando enchentes em suas margens, o que exige a existência de um sistema de alerta contra enchentes eficaz. A cidade foi uma das mais afetadas pelas enchentes de 1979, e em 2003 fortes chuvas provocaram novamente grandes inundações nas proximidades dos rios. Em 20 de janeiro de 2016, chuvas interruptas em toda a região elevaram o nível do rio Santo Antônio, que inundou toda a parte baixa da zona urbana, deixando 600 pessoas desalojadas e a cidade em estado de calamidade pública. Há uma série de estações pluviométricas e fluviométricas que são administradas pela Companhia de Pesquisa de Recursos Minerais (CPRM) e visam a alertar a população de uma possível enchente.

### Clima
| Maiores acumulados de chuva em 24 horas registrados em Ferros por meses | Maiores acumulados de chuva em 24 horas registrados em Ferros por meses | Maiores acumulados de chuva em 24 horas registrados em Ferros por meses | Maiores acumulados de chuva em 24 horas registrados em Ferros por meses | Maiores acumulados de chuva em 24 horas registrados em Ferros por meses | Maiores acumulados de chuva em 24 horas registrados em Ferros por meses |
| Mês                                                                     | Acumulado                                                               | Data                                                                    | Mês                                                                     | Acumulado                                                               | Data                                                                    |
| ----------------------------------------------------------------------- | ----------------------------------------------------------------------- | ----------------------------------------------------------------------- | ----------------------------------------------------------------------- | ----------------------------------------------------------------------- | ----------------------------------------------------------------------- |
| Janeiro                                                                 | 118,2 mm                                                                | 05/01/1982                                                              | Julho                                                                   | 30 mm                                                                   | 13/07/1990                                                              |
| Fevereiro                                                               | 186 mm                                                                  | 20/02/1990                                                              | Agosto                                                                  | 56,4 mm                                                                 | 26/08/1986                                                              |
| Março                                                                   | 118 mm                                                                  | 13/03/1989                                                              | Setembro                                                                | 120,5 mm                                                                | 30/09/2009                                                              |
| Abril                                                                   | 115 mm                                                                  | 20/04/1954                                                              | Outubro                                                                 | 125 mm                                                                  | 14/10/1950                                                              |
| Maio                                                                    | 61,2 mm                                                                 | 29/05/1979                                                              | Novembro                                                                | 107,4 mm                                                                | 27/11/1981                                                              |
| Junho                                                                   | 98 mm                                                                   | 26/06/1989                                                              | Dezembro                                                                | 122 mm                                                                  | 24/12/1943                                                              |
| Fonte: Agência Nacional de Águas e Saneamento Básico (ANA).             |                                                                         |                                                                         |                                                                         |                                                                         |                                                                         |

O clima ferrense é caracterizado, segundo o IBGE, como tropical subquente semiúmido (tipo Aw segundo Köppen), tendo temperatura média anual de 21,5 °C com invernos secos e amenos e verões chuvosos e com temperaturas elevadas. O mês mais quente, fevereiro, tem temperatura média em torno dos 25 °C, sendo a média máxima de 31 °C e a mínima de 19 °C. E o mês mais frio, julho, de 19 °C, sendo 26 °C e 12 °C as médias máxima e mínima, respectivamente. Outono e primavera são estações de transição.
A precipitação média anual é de 1 380 mm, concentrados nos meses de primavera e verão. Nos últimos anos, entretanto, os dias quentes e secos durante o inverno têm sido cada vez mais frequentes, não raro ultrapassando a marca dos 30 °C, especialmente entre julho e setembro. Em setembro de 2004, por exemplo, a precipitação de chuva na cidade não passou dos 0 mm. Durante a época das secas e em longos veranicos em pleno período chuvoso também são comuns registros de queimadas em morros e matagais, principalmente na zona rural da cidade, o que contribui com o desmatamento e com o lançamento de poluentes na atmosfera, prejudicando ainda a qualidade do ar.
Segundo dados do Sistema de Monitoramento Agroclimático (Agritempo), coletados entre 2007 e 2015, a menor temperatura registrada em Ferros foi de 9,8 °C, ocorrida no dia 30 de setembro de 2012, enquanto que a maior foi de 37,5 °C em 31 de outubro do mesmo ano. De acordo com a Companhia de Pesquisa de Recursos Minerais (CPRM), desde 1941 o maior acumulado de chuva registrado em 24 horas em Ferros foi de 186 mm no dia 20 de fevereiro de 1990. Outros grandes acumulados foram de 125 mm em 14 de outubro de 1950, 122 mm em 24 de dezembro de 1943 e 120,5 mm em 30 de setembro de 2009. Segundo o Instituto Nacional de Pesquisas Espaciais (INPE), o município é o 268º colocado no ranking de ocorrências de descargas elétricas no estado de Minas Gerais, com uma média anual de 5,0589 raios por quilômetro quadrado.
| Dados climatológicos para Ferros | Dados climatológicos para Ferros | Dados climatológicos para Ferros | Dados climatológicos para Ferros | Dados climatológicos para Ferros | Dados climatológicos para Ferros | Dados climatológicos para Ferros | Dados climatológicos para Ferros | Dados climatológicos para Ferros | Dados climatológicos para Ferros | Dados climatológicos para Ferros | Dados climatológicos para Ferros | Dados climatológicos para Ferros | Dados climatológicos para Ferros |
| Mês                              | Jan                              | Fev                              | Mar                              | Abr                              | Mai                              | Jun                              | Jul                              | Ago                              | Set                              | Out                              | Nov                              | Dez                              | Ano                              |
| -------------------------------- | -------------------------------- | -------------------------------- | -------------------------------- | -------------------------------- | -------------------------------- | -------------------------------- | -------------------------------- | -------------------------------- | -------------------------------- | -------------------------------- | -------------------------------- | -------------------------------- | -------------------------------- |
| Temperatura máxima média (°C)    | 30,6                             | 30,9                             | 29,9                             | 28,7                             | 27                               | 26,1                             | 25,9                             | 27,5                             | 28,3                             | 28,9                             | 28,9                             | 29,2                             | 28,5                             |
| Temperatura média (°C)           | 24,9                             | 25                               | 24,3                             | 22,9                             | 20,8                             | 19,3                             | 18,9                             | 20,2                             | 21,8                             | 23,1                             | 23,6                             | 24                               | 22,4                             |
| Temperatura mínima média (°C)    | 19,2                             | 19,1                             | 18,8                             | 17,1                             | 14,6                             | 12,5                             | 12                               | 12,9                             | 15,3                             | 17,4                             | 18,4                             | 18,8                             | 19,3                             |
| Precipitação (mm)                | 235                              | 156                              | 144                              | 82                               | 29                               | 14                               | 12                               | 10                               | 41                               | 119                              | 241                              | 297                              | 1 380                            |
| Fonte: Climate-Data.org          |                                  |                                  |                                  |                                  |                                  |                                  |                                  |                                  |                                  |                                  |                                  |                                  |                                  |

## Demografia
Em 2022, a população foi estimada em 9 590 habitantes pelo censo daquele ano, realizado pelo Instituto Brasileiro de Geografia e Estatística (IBGE). Em 2010, a população era de 10 837 habitantes. Segundo o censo de 2010, 5 395 habitantes eram homens e 5 442 habitantes mulheres. Ainda segundo o mesmo censo, 5 091 habitantes viviam na zona urbana e 5 746 na zona rural. Da população total, 2 536 habitantes (23,40%) tinham menos de 15 anos de idade, 6 916 habitantes (63,82%) tinham de 15 a 64 anos e 1 385 pessoas (12,78%) possuíam mais de 65 anos, sendo que a esperança de vida ao nascer era de 74,2 anos e a taxa de fecundidade total por mulher era de 2,0.
Em 2010, a população ferrense era composta por 3 154 brancos (29,10%), 1 150 negros (10,61%), 51 amarelos (0,47%) e 6 482 pardos (59,81%). Considerando-se a região de nascimento, 10 805 eram nascidos no Sudeste (99,71%), 14 no Nordeste (0,13%) e cinco no Sul (0,04%). 10 738 habitantes eram naturais do estado de Minas Gerais (99,02%) e, desse total, 9 539 eram nascidos em Ferros (88,02%). Entre os 99 naturais de outras unidades da federação, São Paulo era o estado com maior presença, com 62 pessoas (0,58%), seguido pela Bahia, com nove residentes (0,08%), e pelo Rio Grande do Norte, com cinco habitantes residentes no município (0,05%).
O Índice de Desenvolvimento Humano Municipal (IDH-M) de Ferros é considerado médio pelo Programa das Nações Unidas para o Desenvolvimento (PNUD), sendo que seu valor é de 0,603 (o 4081º maior do Brasil). A cidade possui a maioria dos indicadores abaixo ou ligeiramente abaixo da média nacional segundo o PNUD. Considerando-se apenas o índice de educação o valor é de 0,428, o valor do índice de longevidade é de 0,821 e o de renda é de 0,625. De 2000 a 2010, a proporção de pessoas com renda domiciliar per capita de até meio salário mínimo reduziu em 44,7% e em 2010, 71,8% da população vivia acima da linha de pobreza, 16,8% encontrava-se na linha da pobreza e 11,4% estava abaixo e o coeficiente de Gini, que mede a desigualdade social, era de 0,526, sendo que 1,00 é o pior número e 0,00 é o melhor. A participação dos 20% da população mais rica da cidade no rendimento total municipal era de 54,4%, ou seja, 16,8 vezes superior à dos 20% mais pobres, que era de 3,3%.
De acordo com dados do censo de 2010 realizado pelo IBGE, a população de Ferros está composta por: 9 034 católicos (83,86%), 1 532 evangélicos (14,14%), 175 pessoas sem religião (1,61%), três espíritas (0,03%) e 0,36% de outras religiosidades. A Paróquia Santa Ana, subordinada à Diocese de Guanhães, abrange todo o território municipal e mantinha em Ferros um total de 20 comunidades em 2011, sendo sua sede a Igreja Matriz de Santa Ana, que também configura-se como um dos principais atrativos da cidade.

## Política e administração
A administração municipal se dá pelos Poderes Executivo e Legislativo. O Executivo é exercido pelo prefeito, auxiliado pelo seu gabinete de secretários. O atual prefeito é Raimundo Menezes de Carvalho Filho, do Partido da Social Democracia Brasileira (PSDB), eleito nas eleições municipais de 2016 com 55,68% dos votos válidos e empossado em 1º de janeiro de 2017, ao lado de André como vice-prefeito. O Poder Legislativo, por sua vez, é constituído pela câmara municipal, composta por nove vereadores. Cabe à casa elaborar e votar leis fundamentais à administração e ao Executivo, especialmente o orçamento participativo (Lei de Diretrizes Orçamentárias).
Em complementação ao processo Legislativo e ao trabalho das secretarias, existem também conselhos municipais em atividade, entre os quais dos direitos da criança e do adolescente e tutelar, criados em 2005. Ferros se rege por sua lei orgânica e abriga uma comarca do Poder Judiciário estadual, de primeira entrância, tendo como termo o município de Carmésia. O município possuía, em março de 2017, 8 809 eleitores, de acordo com o Tribunal Superior Eleitoral (TSE), o que representa 0,056% do eleitorado mineiro.

## Distritos
| Distrito                   | Código IBGE | Habitantes (2022) | Domicílios particulares (2022) |            |           |     |     |
| -------------------------- | ----------- | ----------------- | ------------------------------ | ---------- | --------- | --- | --- |
| Distrito                   | Código IBGE | Habitantes (2022) | Domicílios particulares (2022) | Borba Gato | 312590310 | 600 | 251 |
| Cubas                      | 312590315   | 1 189             | 434                            |            |           |     |     |
| Esmeraldas de Ferros       | 312590320   | 878               | 342                            |            |           |     |     |
| Ferros (distrito-sede)     | 312590305   | 4 819             | 1 805                          |            |           |     |     |
| Santa Rita do Rio do Peixe | 312590325   | 1 040             | 418                            |            |           |     |     |
| Santo Antônio da Fortaleza | 312590330   | 540               | 203                            |            |           |     |     |
| Sete Cachoeiras            | 312590335   | 524               | 194                            |            |           |     |     |

## Economia
No Produto Interno Bruto (PIB) de Ferros, destacam-se a agropecuária e a área de prestação de serviços. De acordo com dados do IBGE, relativos a 2011, o PIB do município era de R$ 73 533 mil. 2 818 mil eram de impostos sobre produtos líquidos de subsídios a preços correntes e o PIB per capita era de R$ 6 857,48. Em 2010, 56,75% da população maior de 18 anos era economicamente ativa, enquanto que a taxa de desocupação era de 5,45%.
Salários juntamente com outras remunerações somavam 10 127 mil reais e o salário médio mensal de todo município era de 1,6 salários mínimos. Havia 206 unidades locais e 206 empresas atuantes. Segundo o IBGE, 77,40% das residências sobreviviam com menos de salário mínimo mensal por morador (2 596 domicílios), 15,41% sobreviviam com entre um e três salários mínimos para cada pessoa (507 domicílios), 2,24% recebiam entre três e cinco salários (75 domicílios), 1,16% tinham rendimento mensal acima de cinco salários mínimos (39 domicílios) e 3,79% não tinham rendimento (127 domicílios).
Setor primário
| Produção de cana-de-açúcar, milho e feijão (2012) | Produção de cana-de-açúcar, milho e feijão (2012) | Produção de cana-de-açúcar, milho e feijão (2012) |
| ------------------------------------------------- | ------------------------------------------------- | ------------------------------------------------- |
| Produto                                           | Área colhida (hectares)                           | Produção (tonelada)                               |
| Cana-de-açúcar                                    | 500                                               | 19 500                                            |
| Milho                                             | 950                                               | 2 090                                             |
| Feijão                                            | 414                                               | 810                                               |

Em 2011, a pecuária e a agricultura acrescentavam 14 805 mil reais na economia de Ferros, enquanto que em 2010, 47,40% da população economicamente ativa do município estava ocupada no setor. Segundo o IBGE, em 2012 o município possuía um rebanho de 32 584 bovinos, três asininos, 429 bubalinos, onze caprinos, 2 429 equinos, 802 muares, 329 ovinos, 2 876 suínos e 17 943 aves, entre estas 5 822 galinhas e 12 121 galos, frangos e pintinhos. Neste mesmo ano, a cidade produziu 8 621 mil litros de leite de 6 842 vacas, 70 mil dúzias de ovos de galinha e 9 300 quilos de mel de abelha.
Na lavoura temporária, são produzidos principalmente a cana-de-açúcar (19 500 toneladas produzidas e 500 hectares cultivados), o milho (2 090 toneladas e 950 hectares colhidos) e o feijão (414 toneladas e 810 hectares), além da mandioca. Já na lavoura permanente, destaca-se o café (162 toneladas produzidas e 180 hectares cultivados).
Setores secundário e terciário
A indústria, em 2011, era o setor menos relevante para a economia do município. 8 020 reais do PIB municipal eram do valor adicionado bruto do setor secundário. A produção industrial ainda é incipiente na cidade, mesmo que comece a dar sinais de aprimoramento, sendo resumida principalmente à produção de móveis artesanais e à extração de madeira para suprir à demanda das siderúrgicas da Região Metropolitana do Vale do Aço, em especial do eucalipto para a Cenibra. Em 2012, de acordo com o IBGE, foram extraídos 374 507 metros cúbicos de madeira em tora destinada à produção papel e celulose e 24 toneladas de carvão vegetal. O reflorestamento é mais representativo em Esmeraldas de Ferros, onde também se destaca o extrativismo mineral com garimpo de esmeralda. Ferros situa-se em meio a uma região com forte presença da exploração mineral, embora faça parte de uma área ainda não explorada intensivamente.
Segundo estatísticas do ano de 2010, 0,13% dos trabalhadores de Ferros estavam ocupados no setor industrial extrativo e 3,01% na indústria de transformação. Neste mesmo ano, 8,09% da população ocupada estava empregada no setor de construção, 0,24% nos setores de utilidade pública, 8,80% no comércio e 30,60% no setor de serviços e em 2011, 47 890 reais do PIB municipal eram do valor adicionado bruto do setor terciário. É muito comum a venda de produtos hortifrutigranjeiros e da indústria caseira oriundos dos distritos e povoados na sede municipal ou entre os próprios moradores da zona rural.

## Infraestrutura

### Habitação e criminalidade
No ano de 2010, a cidade tinha 3 354 domicílios particulares permanentes. Desse total, 3 346 eram casas, três eram apartamentos, um era casa de vila ou em condomínios e quatro eram habitações em casa de cômodos ou cortiços. Do total de domicílios, 2 744 são imóveis próprios (2 727 já quitados e 17 em aquisição), 253 foram alugados, 344 foram cedidos (161 cedidos por empregador e 183 cedidos de outra forma) e 13 foram ocupados sob outra condição. Parte dessas residências conta com água tratada, energia elétrica, esgoto, limpeza urbana, telefonia fixa e telefonia celular. 1 202 domicílios eram atendidos pela rede geral de abastecimento de água (35,83% do total), sendo que na maior parte do município (2 034 residências, ou 60,64% do total) a água consumida é extraída de poços ou nascentes.
Em 2010, 3 184 (94,93%) possuíam banheiros para uso exclusivo das residências; 1 054 (31,42% deles) eram atendidos por algum tipo de serviço de coleta de lixo, sendo a maior parte (em 1 994 domicílios, ou 59,45 do total) queimada na propriedade; e 3 175 (94,66%) possuíam abastecimento de energia elétrica. A criminalidade também ainda é um problema presente em Ferros. Entre 2009 e 2011, foram registrados cinco homicídios (um em 2009, um em 2010 e dois em 2011) e três óbitos por acidentes de trânsito (um em 2010 e três em 2011). De 2006 a 2008, no entanto, não houve registros de suicídios.

### Saúde e educação
Em 2009, o município possuía nove estabelecimentos de saúde entre hospitais, pronto-socorros, postos de saúde e serviços odontológicos, sendo sete públicos municipais e dois privados e oito deles integrantes do Sistema Único de Saúde (SUS), com um total de 30 leitos para internação (todos privados). Em 2012, 99,3% das crianças menores de 1 ano de idade estavam com a carteira de vacinação em dia. Em 2011, foram registrados 91 nascidos vivos, sendo que o índice de mortalidade infantil neste ano foi de 44 óbitos de crianças menores de cinco anos de idade a cada mil nascidos vivos. Em 2010, 3,61% das mulheres de 10 a 17 anos tiveram filhos, sendo 0,69% delas entre 10 e 14 anos e a taxa de atividade nesta faixa etária de 7,93%. Do total de crianças menores de dois anos pesadas pelo Programa Saúde da Família em 2012, 0,3% apresentava desnutrição.
Na área da educação, o Índice de Desenvolvimento da Educação Básica (IDEB) médio entre as escolas públicas de Ferros era, no ano de 2011, de 4,4 (numa escala de avaliação que vai de nota 1 à 10), sendo que a nota obtida por alunos do 5º ano (antiga 4ª série) foi de 5,3 e do 9º ano (antiga 8ª série) foi de 3,6; o valor das escolas públicas de todo o Brasil era de 4,0. Em 2010, 2,09% das crianças com faixa etária entre seis e quatorze anos não estavam cursando o ensino fundamental. A taxa de conclusão, entre jovens de 15 a 17 anos, era de 20,0% e o percentual de alfabetização de jovens e adolescentes entre 15 e 24 anos era de 96,2%. A distorção idade-série entre alunos do ensino fundamental, ou seja, com com idade superior à recomendada, era de 9,1% para os anos iniciais e 41,5% nos anos finais e, no ensino médio, a defasagem chegava a 41,2%. Dentre os habitantes de 18 anos ou mais, 22,66% tinham completado o ensino fundamental e 14,25% o ensino médio, sendo que a população tinha em média 8,79 anos esperados de estudo.
Em 2010, de acordo com dados da amostra do censo demográfico, da população total, 3 223 habitantes frequentavam creches e/ou escolas. Desse total, 60 frequentavam creches, 317 estavam no ensino pré-escolar, 221 na classe de alfabetização, 133 na alfabetização de jovens e adultos, 1 714 no ensino fundamental, 423 no ensino médio, 112 na educação de jovens e adultos do ensino fundamental, 107 na educação de jovens e adultos do ensino médio, 22 na especialização de nível superior e 115 em cursos superiores de graduação. 7 614 pessoas não frequentavam unidades escolares, sendo que 1 172 nunca haviam frequentado e 6 442 haviam frequentado alguma vez. O município contava, em 2012, com 2 300 matrículas nas instituições de ensino da cidade e dentre as 16 escolas que ofereciam ensino fundamental, 12 pertenciam à rede pública municipal e quatro à rede estadual. As duas instituições que forneciam o ensino médio pertenciam à rede pública estadual.
| Ensino pré-escolar | 314   | 26  | 10 |
| Ensino fundamental | 1 573 | 102 | 16 |
| Ensino médio       | 413   | 44  | 2  |

### Comunicação e serviços básicos
O código de área (DDD) de Ferros é 31 e o Código de Endereçamento Postal (CEP) é 35800-000. No dia 19 de janeiro de 2009, o município passou a ser servido pela portabilidade, juntamente com outros municípios com o mesmo DDD. A portabilidade é um serviço que possibilita a troca da operadora sem a necessidade de se trocar o número do aparelho.
A responsável pelo serviço de abastecimento de energia elétrica no município é a Companhia Energética de Minas Gerais (Cemig). Segundo a empresa, em 2003 havia 3 222 consumidores e foram consumidos 4 812 399 KWh de energia. Já o serviço de abastecimento de água e coleta de esgoto da cidade é feito pela Companhia de Saneamento de Minas Gerais (Copasa), sendo que em 2008 havia 1 183 unidades consumidoras e eram distribuídos em média 600 m³ de água tratada por dia. O esgoto da cidade sempre foi despejado diretamente no rio Santo Antônio, no entanto está em projeto a implantação de redes de captação e a construção de duas estações de tratamento.

### Transportes
A frota municipal no ano de 2012 era de 2 843 veículos, sendo 1 094 automóveis, 100 caminhões, cinco caminhões-trator, 200 caminhonetes, 28 caminhonetas, 13 micro-ônibus, 1 325 motocicletas, nove motonetas, 46 ônibus e 23 classificados como outros tipos de veículo. Ferros possui acesso à rodovia federal BR-120, que começa em Arraial do Cabo, no Rio de Janeiro, passa por cidades mineiras como Viçosa e Itabira e termina em Araçuaí; e à rodovia estadual MG-232, que liga Ipatinga a Dores de Guanhães, passando por Santana do Paraíso, Mesquita, Joanésia e Ferros. Embora todos os distritos sejam calçados, a maior parte das estradas vicinais são pavimentadas em chão batido. A Viação Lopes mantém linhas diárias regulares que ligam a cidade a Ipatinga, João Monlevade e Nova Era.

## Cultura

### Artes e instituições culturais
Ferros conta com conselho municipal de cultura, de caráter consultivo, deliberativo e fiscalizador, e conselho municipal de preservação do patrimônio, de caráter deliberativo, sendo ambós paritários e tendo sido criados em 1997. Também há legislações municipais de proteção aos patrimônios culturais material e imaterial, ministradas por uma secretaria municipal exclusiva, que é o órgão gestor da cultura no município. Dentre os espaços culturais, destaca-se a existência de uma biblioteca mantida pelo poder público municipal, teatros ou salas de espetáculos, salas de cinema, estádios ou ginásios poliesportivos, clubes, associações recreativas e arquivo público servindo como centro de documentação, segundo o IBGE em 2005 e 2012.
Em Ferros, há existência de equipes artísticas de teatro e música, bandas musicais, grupos de capoeira, blocos carnavalescos e grupos de desenho, pintura e artes plásticas e visuais, de acordo com o IBGE em 2012. O artesanato também é uma das formas mais espontâneas da expressão cultural ferrense, sendo que, segundo o IBGE, as principais atividades artesanais desenvolvidas no município são o bordado, trabalhos envolvendo argila e a manutenção da culinária local. O Centro Cultural Roberto Drummond, inaugurado em junho de 2008, conta com um auditório com capacidade para 110 pessoas, biblioteca e sala de artesanato, oferecendo à população em geral aulas e oficinas de dança, música, teatro e artes plásticas.
O nome do Centro Cultural é uma homenagem ao jornalista e escritor ferrense Roberto Drummond, cujo maior sucesso foi o romance Hilda Furacão (1991). A obra referencia o primeiro nome da cidade (Santana dos Ferros) e narra o cotidiano dos habitantes entre as décadas de 1950 e 1970, utilizando personagens reais e criando outros. Dentre os acontecimentos narrados, estão a derrubada da antiga Igreja Matriz de Sant'Ana e a construção da atual (em estilo moderno), que foi possível somente após a realização de um plebiscito — "vote verde" para aqueles que desejavam o novo templo e "vote vermelho" para quem era conservador e optava somente por uma reforma —, com um total de 3 590 votos a favor de uma nova matriz e 68 contra. O painel "Árvore da Vida", da artista plástica Yara Tupynambá, que gerou polêmica entre as autoridades católicas à época por expor as partes íntimas de Adão e Eva nus no altar da nova igreja, também foi retratado. A Rede Globo adaptou a obra em forma de minissérie e a exibiu em 1998, mostrando interesse em realizar as gravações em Ferros, no entanto a cidade de Tiradentes foi escolhida para ambientar Santana dos Ferros.

### Atrativos e eventos

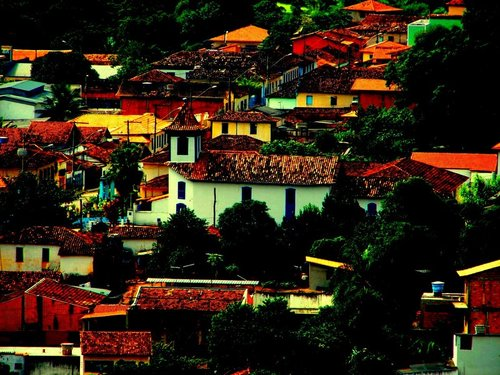
Vista da Igreja do Rosário

Dentre os principais eventos realizados regularmente em Ferros, que configuram-se como importantes atrativos, destacam-se o Carnaval da cidade, o Ferros Folia, em fevereiro ou março, com desfiles dos blocos carnavalescos do município e espetáculos musicais com bandas regionais durante quatro dias de festas; as celebrações da Semana Santa, em março ou abril, com missas, procissões e encenações de passagens bíblicas pelas ruas da cidade; a Festa de Santa Ana, em julho; as festividades do aniversário da cidade, que é comemorado em 23 de setembro mas tem programação que envolve dias seguidos de exposições, apresentações de grupos folclóricos e espetáculos musicais com bandas regionais ou nacionalmente conhecidas em ocasião da Cavalgada de Ferros; e a Festa do Rosário, em outubro, com procissões, missas, apresentações folclóricas e espetáculos musicais em homenagem à Nossa Senhora do Rosário.
O Parque de Exposições Agropecuárias Dr. Ademar Gonçalves Moreira é um dos principais palcos de eventos em Ferros. Também se destacam como atrativos do município a Igreja Matriz de Santa Ana, conforme já citado, construída na década de 70 em estilo moderno e que contém em seu interior a pintura "Árvore da Vida"; a Igreja Nossa Senhora do Rosário; o chafariz comemorativo da instalação da cidade; o Cruzeiro, que é uma cruz de madeira situada no alto do chamado Mirante da Fontinha; o Pedrão, que é frequentemente utilizado para trilhas e em seu topo é possível ter uma visão geral da cidade; e e os diversos prédios e estabelecimentos centenários que remontam à arquitetura colonial, tais como as atuais sedes da Secretaria de Educação (que já serviu como cadeia) e Câmara Municipal Vereador Padre Lage. A cidade abriga ainda o  acervo escultórico dos Passos da Paixão de Cristo, com obras atribuídas a Antônio Francisco Lisboa, o Aleijadinho, doadas à paróquia local pelo Colégio do Caraça no começo do século XX. No distrito de Sete Cachoeiras, encontram-se as ruínas da Estrada Real, construída no período dos ciclos do ouro e dos diamantes em Minas Gerais interligando os locais de extração a Ouro Preto (antiga Vila Rica). O turismo rural se faz presente através de cachoeiras, corredeiras, trilhas, fazendas e montanhas que propiciam desde banhos e caminhadas até a prática de esportes radicais como escaladas, rafting, canoagem, rapel e enduro.

### Feriados
Em Ferros há três feriados municipais e oito feriados nacionais, além dos pontos facultativos. Os feriados municipais são o Corpus Christi, que em 2025 é celebrado no dia 19 de junho; o dia de Santa Ana, padroeira municipal, comemorado em 26 de julho; e o aniversário de emancipação política, comemorado em 23 de setembro. De acordo com a lei federal nº 9.093, aprovada em 12 de setembro de 1995, os municípios podem ter no máximo quatro feriados municipais com âmbito religioso, já incluída a Sexta-Feira Santa.